# Повіт Ваґа
Пові́т Ва́ґа (яп. 和賀郡, わがぐん, МФА: [waga guɴ]) — повіт у префектурі Івате, Японія.